# Экспериментальный роман (Золя)

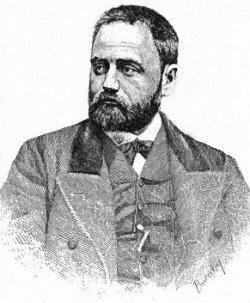
Эмиль Золя

«Экспериментальный роман» (фр. Le Roman expérimental) — статья Эмиля Золя, в которой писатель сформулировал принципы натуралистического романа, взяв на вооружение научный метод медика Клода Бернара, изложенный последним в его «Введении в изучение экспериментальной медицины». Впервые опубликована в журнале «Вестник Европы» в сентябре 1879 года. В 1880 году Золя включил статью в одноимённый сборник своих теоретических трудов, отражающих его взгляды на задачи романа и литературы.
В основе научного подхода Клода Бернара к медицине лежали наблюдение и опыт. Эмиль Золя предложил использовать данный метод в литературе, объявив, что писатель попеременно должен выступать наблюдателем и экспериментатором. Задачей романа провозглашалось правдивое описание мира. Романисту следует наблюдать за характерами героев, анализировать их, устанавливать законы поведения в различных условиях. Таким образом в романе все явления получают объяснение на основе законов среды, а не мистических сил, и упор сделан на научное исследование человеческой природы, а не художественное творчество.
В России взгляды Золя, изложенные в «Экспериментальном романе», оказали значительное влияние на Петра Боборыкина и Александра Амфитеатрова, которые вслед за французским писателем руководствовались девизом: «наука, применённая к литературе»[стиль].
В начале XX века Д. Н. Овсянико-Куликовский в ряде работ («Вопросы психологии творчества», СПб., 1902; «Н. В. Гоголь», Москва, 1903; «Наблюдательный и экспериментальный метод в искусстве» в «Вестник воспит.», 1903, № 2—5) высказывался за возможность применения в искусстве не только наблюдения, но и эксперимента. Последний заключается в «нарочитом подборе известных черт под влиянием предрешающей деятельности известных чувств и мыслей». По его мнению, эта предварительная интуиция художника-экспериментатора даёт в результате искусственно созданные образы, которые автор находит возможным сопоставить с искусственным и целесообразным воспроизведением природных явлений в научном эксперименте. Типичными экспериментаторами в русской художественной литературе он считает Гоголя, Чехова, Щедрина и Гл. Успенского.